# El corredor (pel·lícula de 2014)
El corredor és un curtmetratge de ficció del 2014 del director tarragoní José Luis Montesinos, protagonitzat per Miguel Ángel Jenner i Lluís Altés.
Va rebre el premi Gaudí al millor curt del 2015; a millor curtmetratge europeu 2015 en la Seminci, i el Goya 2016 al millor curt de ficció. També va ser l'únic curtmetratge espanyol preseleccionat per a la 88a edició dels premis Oscar de l'Acadèmia Americana de Cine del 2016.
L'argument es basa en un empresari que ho ha perdut tot i que es troba per casualitat amb un dels treballadors que va acomiadar cinc anys abans. El curtmetratge és una reflexió sobre les segones oportunitats.